# Louise Glück
Louise Elisabeth Glück (/ɡlɪk/; Nova Iorque, 22 de abril de 1943 – Cambridge, 13 de outubro de 2023) foi uma poetisa e ensaísta estadunidense. Ela ganhou muitos prêmios literários importantes nos Estados Unidos, incluindo a Medalha Nacional de Humanidades, o Prêmio Pulitzer, o Prêmio Nacional do Livro, o Prêmio National Book Critics Circle Award e o Prêmio Bollingen, entre outros.
Em 2020, ela foi laureada com o Prêmio Nobel de Literatura "por sua inconfundível voz poética que com austera beleza torna universal a existência individual".

## Biografia
Glück nasceu na cidade de Nova Iorque e foi criada em Long Island, em Nova Iorque. Ela é descendente de judeus húngaros que imigraram para os Estados Unidos décadas antes de seu nascimento. Ela começou a sofrer de anorexia nervosa enquanto estava no colégio e mais tarde superou a doença. Ela teve aulas na Sarah Lawrence College e na Universidade Columbia, mas não obteve um diploma.
Além da carreira de literária, iniciada em 1968, fez carreira na academia como professora de poesia em diversas instituições. No seu trabalho, Glück  concentrou-se em iluminar aspectos do trauma, desejo e natureza. Ao explorar esses temas amplos, sua poesia tornou-se conhecida por suas expressões francas de tristeza e isolamento. Os estudiosos também se concentraram na construção de personas poéticas e na relação, em seus poemas, entre a autobiografia e o mito clássico.
De 2003 a 2004, foi laureada como a Poetisa dos Estados Unidos. Glück é frequentemente descrita como uma poetisa autobiográfica; seu trabalho é conhecido por sua intensidade emocional e por frequentemente se basear em mitos, história ou natureza para meditar sobre experiências pessoais e a vida moderna.
Glück foi professora adjunta e escritora residente da Rosenkranz na Universidade Yale. Morou em Cambridge, Massachusetts.
Glück morreu em 13 de outubro de 2023, aos oitenta anos, em Cambridge.

## Obras publicadas

### Poesia
- Firstborn. The New American Library, 1968.
- The House on Marshland. The Ecco Press, 1975. ISBN 0-912946-18-0
- Descending Figure. The Ecco Press, 1980. ISBN 0-912946-71-7
- The Triumph of Achilles. The Ecco Press, 1985. ISBN 0-88001-081-9
- Ararat. The Ecco Press, 1990. ISBN 0-88001-247-1
- The Wild Iris. The Ecco Press, 1992. ISBN 0-88001-281-1
- The First Four Books of Poems. The Ecco Press, 1995. ISBN 0-88001-421-0
- Meadowlands. The Ecco Press, 1997. ISBN 0-88001-452-0
- Vita Nova. The Ecco Press, 1999. ISBN 0-88001-634-5
- The Seven Ages. The Ecco Press, 2001. ISBN 0-06-018526-0
- Averno. Farrar, Strauss and Giroux, 2006. ISBN 0-374-10742-4
- A Village Life. Farrar, Strauss and Giroux, 2009. ISBN 0-374-28374-5
- Poems: 1962–2012. Farrar, Strauss and Giroux, 2012. ISBN 978-0-374-12608-7
- Faithful and Virtuous Night. Farrar, Strauss and Giroux, 2014. ISBN 978-0-374-15201-7

### Chapbooks
- The Garden. Antaeus Editions, 1976.
- October. Sarabande Books, 2004. ISBN 1-932511-00-8

### Prosa
- Proofs and Theories: Essays on Poetry. The Ecco Press, 1994. ISBN 0-88001-442-3
- American Originality: Essays on Poetry. Farrar, Strauss and Giroux, 2017. ISBN 978-0-374-29955-2